# Findlay (Ohio)
Findlay és una població dels Estats Units a l'estat d'Ohio. Segons el cens del 2000 tenia 38.967 habitants.

## Demografia
Segons el cens del 2000, Findlay tenia 38.967 habitants, 15.905 habitatges, i 10.004 famílies. La densitat de població era de 875,2 habitants/km².
Dels 15.905 habitatges en un 29,2% hi vivien nens de menys de 18 anys, en un 49,3% hi vivien parelles casades, en un 9,9% dones solteres, i en un 37,1% no eren unitats familiars. En el 30,2% dels habitatges hi vivien persones soles el 10,2% de les quals corresponia a persones de 65 anys o més que vivien soles. El nombre mitjà de persones vivint en cada habitatge era de 2,36 i el nombre mitjà de persones que vivien en cada família era de 2,93.
Per edats la població es repartia de la següent manera: un 23,8% tenia menys de 18 anys, un 11,9% entre 18 i 24, un 28,7% entre 25 i 44, un 21,4% de 45 a 60 i un 14,2% 65 anys o més.
L'edat mediana era de 35 anys. Per cada 100 dones de 18 o més anys hi havia 87,9 homes.
La renda mediana per habitatge era de 40.883 $ i la renda mediana per família de 49.986 $. Els homes tenien una renda mediana de 36.150 $ mentre que les dones 23.797 $. La renda per capita de la població era de 21.328 $. Aproximadament el 5,9% de les famílies i el 9,1% de la població estaven per davall del llindar de pobresa.

## Poblacions més properes
El següent diagrama mostra les poblacions més properes.